# 哥倫比亞合眾國
哥倫比亞合眾國（西班牙語：Estados Unidos de Colombia）是位於現在哥倫比亞、巴拿馬及巴西和秘魯部分地區的一個國家。哥倫比亞合眾國成立於1863年，前身是格拉納達邦联。哥倫比亞合眾國在1876年至1877年和1884年至1885年期間兩次爆發內戰。1886年，哥倫比亞合眾國修改憲法為中央集權體制，並改國名為哥倫比亞共和國，也就是哥倫比亞現在的國名。